# مبدل (آلبوم)
مبدل یا ترنسفورمر (به انگلیسی: Transformer) دومین آلبوم استودیویی تک‌نفرهٔ لو رید، موسیقی‌دان راک آمریکایی است که ۸ نوامبر ۱۹۷۲ به تهیه‌کنندگی دیوید بویی و میک رانسن از سوی آرسی‌ای رکوردز منتشر شد. ترانهٔ مشهور «روز تمام‌عیار» در این آلبوم قرار داشت.